# Pentosi
I pentosi sono monosaccaridi a cinque atomi di carbonio. Gli aldopentosi, con 3 carboni chirali, esistono in otto possibili strutture (4 coppie di enantiomeri), mentre i chetopentosi, con 2 carboni chirali, esistono in quattro strutture (2 coppie di enantiomeri).
Alcuni pentosi (l'arabinosio e lo xilosio, per esempio) si trovano in certe resine del legno, specialmente degli alberi di ciliegio e di pesco, ma non hanno una funzione fisiologica conosciuta. I pentosi più importanti dal punto di vista biologico sono il D-ribosio e il 2-D-desossiribosio, il primo dell’RNA e il secondo del DNA. 
Questi due pentosi non sono isomeri, essi differiscono perché nel desossiribosio si è perso un atomo di ossigeno dal carbonio 2. L’assenza di questo atomo di ossigeno è una delle principali differenze tra RNA e DNA.

## Aldopentosi

Ribosio
Arabinosio
Xilosio
Lixosio

## Chetopentosi

Ribulosio
Xilulosio